# Коронел-Эзекиел
Коронел-Эзекиел (порт. Coronel Ezequiel)  —  муниципалитет в Бразилии, входит в штат Риу-Гранди-ду-Норти. Составная часть мезорегиона Сельскохозяйственный район штата Риу-Гранди-ду-Норти. Входит в экономико-статистический  микрорегион Борборема-Потигуар. Население составляет 5039 человек на 2006 год. Занимает площадь 185,752 км². Плотность населения — 27,1 чел./км².

## Статистика
- Валовой внутренний продукт на 2003 год составляет 9 149 847,00 реалов (данные: Бразильский институт географии и статистики).
- Валовой внутренний продукт на душу населения на 2003 год составляет 1756,55 реалов (данные: Бразильский институт географии и статистики).
- Индекс развития человеческого потенциала на 2000 год составляет 0,600 (данные: Программа развития ООН).

## География
Климат местности: тропический.